# Oschiri
Oschiri es un municipio situado en el territorio de la provincia de Sassari, en Cerdeña (Italia).

## Demografía
| Gráfica de evolución demográfica de Oschiri entre 1861 y 2001 |
|                                                               |
| Fuente ISTAT - elaboración gráfica de Wikipedia               |